# Temple de Júpiter Stator (s VIII aC)
El Temple de Júpiter Stator fou un temple de l'antiga Roma, situat a l'àrea del Fòrum Romà.

## Història
El temple es va construir per decisió del rei Ròmul, amb motiu de la pau després de la batalla entre romans i sabins que va tenir lloc a l'àrea del fòrum. Durant aquella batalla els romans es van veure forçats a retrocedir turó amunt per la Via Sacra. Això no obstant, a la Porta Mugonia, Ròmul va invocar Júpiter, prometent la construcció d'un temple si aturava l'avenç dels enemics. Els romans van aconseguir plantar cara i sostenir l'atac dels sabins, amb els quals finalment van fer les paus, segons diu la llegenda per la intervenció de les dones, les quals van aplacar els ànims.
En aquell punt Ròmul va complir la promesa i va fer construir el temple amb la dedicatòria Iupiter stator, del verb llatí stāre («estar present, romandre»), que es podria traduir per «aquí estava Júpiter quan el vaig invocar»; el lloc devia ser al costat o just al darrere de la Porta Mugonia. Es creu que, en un principi, aquest temple devia ser més aviat un simple altar envoltat d'un mur baix sense sostre.
L'any 294 aC el cònsol Marc Atili Règul va fer un altre vot a Júpiter en una situació semblant, quan els romans estaven perdent una batalla contra els samnites i llavors miraculosament es van poder replegar i vèncer els enemics. Amb aquesta promesa va passar de ser un simple altar a un temple complet amb sis columnes al davant.
El 8 de novembre del 63 aC, va ser en aquest temple que el senat es va reunir per escoltar al cònsol M. Tullius Ciceró exposant el famós discurs contra Catilina.
El temple es va destruir durant el Gran incendi de Roma, que va destruir una gran part de la ciutat en temps de Neró, el juliol de l'any 64.
Al segle ii aC es va construir un altre temple amb el mateix nom a prop del Circ Flamini.

## La situació exacta
Com que la situació exacta de la Porta Mugonia esmentada pels historiadors antics, es desconeix, tampoc hi ha absoluta certesa sobre el lloc exacte on estava aquest temple. Les altres indicacions dels textos antics és que estava a la part alta de la Via Sacra cap al final del carrer o just al començament del turó Palatí.
Livi deia que el temple estava a prop del palau reial en l'època del rei Tarquini Prisc, a prop del carrer nou (nova via) i que la reina Tanaquil es va adreçar als ciutadans des d'una finestra del palau amb vistes al temple.
Existeix un clar consens entre els historiadors actuals que situen el temple de Júpiter Stator al costat de l'Arc de Titus, al vessant nord del Palatí. Quan l'any 1827 es va enderrocar una torre medieval, van quedar al descobert les ruïnes d'una antiga construcció que es creu devien ser els fonaments del temple.
L'arqueòleg Filippo Coarelli, en canvi, el situa en un lloc més intern del fòrum, entre el Temple d'Antoní i Faustina i la Basílica de Maxenci. La seva teoria es basa en el fet que la Via Sacra tenia un traçat diferent abans de la construcció de la Basílica de Maxenci, i en els límits de les regions administratives, ja que existeixen llistes antigues dels monuments que corresponien a cada regió o districte de la ciutat. Per tant, la situació al costat de l'arc de Titus no encaixa amb aquest enfocament, mentre que el temple de Ròmul a la mateixa Via Sacra si és un lloc coincident.